# Pocahontas: The Musical Tradition Continues
Pocahontas: The Musical Tradition Continues est une émission télévisée diffusée pour la première fois aux États-Unis le 20 juin 1995.

## À Propos
Une émission spéciale de télévision, diffusée sur ABC le 20 juin 1995. Réalisé par John Jopson. Compositeur, acteur et artiste, Alan Menken emporte le spectateur dans une tournée musicale de l'histoire de ses contributions à des films d'animation Disney. Doté également de grands chanteurs et artistes qui ont contribué à Disney.

## Avec
- Alan Menken : Lui-même (crédité comme Alan Irwin Menken)
- Regina Belle : Elle-même (crédité comme Regina Chelsea Belle)
- Peabo Bryson : Lui-même (crédité comme Peabo Robert Bryson)
- Céline Dion : Elle-même (crédité comme Celine Marie Claudette Dion-Angelil)
- Jon Secada : Lui-même (crédité comme Jon Francisco Secada)
- Shanice : Elle-même (crédité comme Shanice Lorraine Wilson)